# Otto Kychenthal
Otto Friedrich Gottlieb Kychenthal (* 4. Juni 1777 in Schwerin; † 15. Oktober 1841 in Ribnitz) war ein deutscher Apotheker, Unternehmer und Steuereinnehmer.

## Leben
Kychenthal war Sohn des Landrentmeisters in Schwerin Otto Christian Kychenthal und seiner Ehefrau Sophie Charlotte geb. von Bülow.
Er erlernte den Beruf des Apothekers und eröffnete 1806 seine Apotheke in Goldberg. Um 1806 gründete er mit einem Apotheker aus Harburg eine Pharmazeutische Lesegesellschaft. 1816 verkaufte er, inzwischen auch Senator im Magistrat von Goldberg, die Apotheke, um im Haus Nr. 51,
der heutigen Lange Str. 103, in Goldberg eine Branntweinbrennerei zu errichten. Bei Probebohrungen nach dem für diesen Zweck erforderlichen Trinkwasser auf seinen neuen angekauften Grundstücken, dabei war auch die Glödenkoppel, stieß er am Haus Nr. 50 auf eine eisenhaltige Mineralwasserquelle, die die Bohlen schwarz färbten. Den Plan, hier in aller Stille ein warmes Bad zu bauen, führte er sofort aus. Doch statt mit Branntwein, sollte Kychenthal für einige Jahre sein Geld nun mit Brunnenwasser verdienen.
Das Bad wurde 1817 eröffnet und hatte 150 Badegäste. 1818 sollen sich über 245 Badegäste eingefunden haben. In den ersten Jahren kamen 200 bis 300 Badegäste. Ende Juli 1821 gab es 90 Bäder täglich, sogar Nachmittags wurde gebadet. Kychenthal erhielt vom Land 6000 Thaler zinslos mit der Verpflichtung angeliehen, 200 Bäder an arme Kranke zu geben. In der Referenzliste des Stahlbad Goldberg in Mecklenburg von 1912 sind folgende Personen eingetragen : E. L. Graf von der Osten-Sacken aus Bellin, C. W. H. von Meding aus Suckwitz, Friederike Gräfin von Blücher aus Fincken, die Hof-Postmeisterin Erhard aus Ludwigslust, Advokat und Stadtrichter Stampe aus Plau, Hofapotheker Georg Ferdinand Vogler aus Ludwigslust, Louis Baron le Fort aus Wendhof.
Vom 11. Juli bis zum 3. August 1822 badete sogar der Herzog Karl August Christian von Mecklenburg-Schwerin in Goldberg.
Die heilende Wirkung des Mineralwassers führte zu einem Aufstieg Goldbergs als Badeort in Mecklenburg während der ersten Hälfte des 19. Jahrhunderts und zu einer Verdoppelung der Einwohnerzahl nach 1816. Viele Häuser erhielten eine zweite Etage, Lokalitäten mit Übernachtungen entstanden und Neubauten kamen von 1830 bis 1840 hinzu, so in der Jungfernstraße, der Wall- und Mühlenstraße. Als Goldberger Gesundbrunnen. Vorzügliches Tafelwasser I. Ranges wurde es aus der Kur- und Heilanstalt mit Erfolg angeboten.
1822 wurde Kychenthal zum Großherzoglichen Gesundbrunnendirektor ernannt. Allerdings stand seine Heilanstalt in Goldberg auch in deutlicher Konkurrenz zu dem zum Ostseebad aufstrebenden Doberan, welches ebenfalls über ein sogenanntes Stahlbad verfügte. Kychenthal hatte sich finanziell übernommen und machte 1824 bankrott. Aufgeben wollte Dr. Bornemann nicht, gemeinsam mit dem Apotheker Bösefleisch und dem Landdrost Drechsler kaufte er das Stahlbad. Nach einer gründlichen Renovierung konnte der Kurbetrieb im Sommer 1828 wieder aufgenommen werden.
1838 ging das Mineralbad an den Gastwirt Wilhelm Greffrath in Goldberg, der das Logierhaus, das Badehaus mit seinen Einrichtungen und den Pferdestall verbesserte. 1844 wurde noch ein Garten nach englischem Muster angelegt. Das als Hotel mit Gaststätte und Kino genutzte Haus Lange Straße 103 steht seit Jahren leer, auf dem Hof befindet sich noch das auch leerstehende Logierhaus und weiter westlich stehen einige Linden der ehemaligen Parkanlage.
Mit der ärztlichen Beaufsichtigung des Heilbads nebst Quelle wurde von Landesherrlicher Seite ab 1818 der Goldberger Sanitätsrat Dr. Johann Friedrich Christian Bornemann (1791–1868) betraut, die noch bis zum Ende des 19. Jahrhunderts fortbestand. Bornemann wurde 1828 Direktor und Miteigentümer des Mineralbades in Goldberg.
Kychenthal wurde 1829 als Wirtschaftsleiter und Hausverwalter der 1830 unter ihrem Direktor Carl Friedrich Flemming eröffneten Irrenanstalt Sachsenberg bei Schwerin zunächst existenziell aufgefangen und ab 1836 zum Großherzoglichen Steuereinnehmer in Ribnitz bestellt, wo er auch verstarb.
Otto Kychenthal war seit 1803 in erster Ehe verheiratet mit Sophia Dorothea, geb. Wahnschaft (* 1754, geschieden 1821), in zweiter Ehe seit 1828 mit Caroline, geb. Burwitz; aus zweiter Ehe ging ein Sohn Otto hervor. Mit der Jüdin Betty Joel (1788–1853) hatte Otto Kychenthal ein uneheliches Kind Ludwig Kychenthal (* 28. Mai 1821 Goldberg), später Stammvater der jüdischen Familie Kychenthal (Schwerin).

## Schriften
- Bekanntmachung über die Heilquelle in Goldberg, Goldberg 1820
- Verfolg der Benachrichtigung über die Fortschritte und Leistung des Gesundbrunnens zu Goldberg, Goldberg 1821